# Stone Island (kledingmerk)
Stone Island is een Italiaans kledingmerk, dat onder meer spijkerbroeken met een stonewashed-effect ontwierp.
Het beeldmerk van Stone Island bevindt zich op de linkerarm en wordt ook wel 'the patch' genoemd. Het merk werd in 1982 opgericht door de Italiaanse ontwerper Massimo Osti, die het naar zijn boot vernoemde. Aanvankelijk was het onderdeel van het merk C.P. Company. Sinds 1983 opereert het merk onafhankelijk. Massimo Osti heeft na zijn dood een archief achter gelaten waar Ma.strum 2008 uit is ontstaan.
In december 2020 werd de overname aangekondigd door het Italiaanse kledingmerk Moncler. Moncler is bereid €1,1 miljard te betalen, waarvan een deel in aandelen. Moncler koopt 50% van de aandelen van eigenaar en bestuursvoorzitter Carlo Rivetti, 20% van een aantal familieleden en de resterende 30% wordt gekocht van de Singaporese staatsinvesteerder Temasek. Stone Island heeft 24 eigen winkels, maar driekwart van de omzet wordt behaald met verkopen via partijen. De transactie werd afgerond en vanaf 1 april 2020 maakt Stone Island deel uit van Moncler. Moncler heeft flink uitgebreid en per eind 2022 waren er 72 vestigingen van Stone Island.